# VGM (format de fichier)
VGM (pour musique de jeu vidéo, ou en anglais Video Game Music) est un format audio pour de multiples plates-formes de jeux vidéo, telles que la Master System, la Game Gear, la Mega Drive, la SG-1000 Mark III de Sega, ainsi qu’éventuellement bien d’autres à l’avenir. Il est également utilisé par le moteur de jeu ProSonic.
L’extension de fichier est normalement .vgm, mais les fichiers peuvent aussi compressés au format Gzip, avec l’extension .vgz.
Techniquement parlant, les fichiers .vgz devraient être nommés .vgm.gz, mais parce que le gestionnaire de fichiers de certains systèmes d’exploitation ne peuvent gérer correctement les suffixes de noms qui eux-mêmes contiennent un point, .vgz est utilisé pour lancer un lecteur VGM (par exemple Winamp avec le greffon adéquat et non un logiciel de compression tel que WinZip ou encore WinRAR.
Le 20 novembre, 2005, VGM 1.50 a été annoncé officiellement et une nouvelle version du greffon d’entrée publiée. La nouvelle version du format prend désormais en charge l’optimisation PCM pour la puce sonore Yamaha YM2612, ce qui réduit grandement le poids des fichiers sonores qui utilisent cette puce — parfois avec une réduction de plus de 75 %. La première archive de VGM YM2612, Project 2612, a optimisé tous ses paquets peu après.